# Ptisana sylvatica
Ptisana sylvatica là một loài dương xỉ trong họ Marattiaceae. Loài này được Blume Murdock mô tả khoa học đầu tiên năm 2008.